# Фрімонт (Небраска)
Фрімонт (англ. Fremont) — місто (англ. city) в США, в окрузі Додж штату Небраска. Населення — 27 141 особа (2020).

## Географія
Фрімонт розташований за 56 км на північний захід від Омахи і за 80 км на північний схід від Лінкольна на висоті 366 метрів над рівнем моря.
Фрімонт розташований за координатами 41°26′30″ пн. ш. 96°29′27″ зх. д. / 41.44167° пн. ш. 96.49083° зх. д. (41.441687, -96.490947).  За даними Бюро перепису населення США в 2010 році місто мало площу 22,93 км², з яких 22,80 км² — суходіл та 0,14 км² — водойми. В 2017 році площа становила 25,17 км², з яких 24,99 км² — суходіл та 0,17 км² — водойми.

## Демографія
Згідно з переписом 2010 року, у місті мешкало 26 397 осіб у 10 725 домогосподарствах у складі 6862 родин. Густота населення становила 1151 особа/км².  Було 11427 помешкань (498/км²).
Расовий склад населення:
| - 89,2 % — білих - 0,7 % — чорних або афроамериканців - 0,6 % — корінних американців - 0,6 % — азіатів - 0,3 % — вихідців з тихоокеанських островів - 7,1 % — осіб інших рас |

До двох чи більше рас належало 1,6 %. Частка іспаномовних становила 11,9 % від усіх жителів.
За віковим діапазоном населення розподілялося таким чином: 24,2 % — особи молодші 18 років, 58,5 % — особи у віці 18—64 років, 17,3 % — особи у віці 65 років та старші. Медіана віку мешканця становила 38,0 року. На 100 осіб жіночої статі у місті припадало 94,0 чоловіків;  на 100 жінок у віці від 18 років та старших — 90,9 чоловіків також старших 18 років.
Середній дохід на одне домашнє господарство  становив 57 242 долари США (медіана — 47 629), а середній дохід на одну сім'ю — 66 624 долари (медіана — 55 601). Медіана доходів становила 42 333 долари для чоловіків та 32 207 доларів для жінок. За межею бідності перебувало 12,5 % осіб, у тому числі 14,0 % дітей у віці до 18 років та 10,2 % осіб у віці 65 років та старших.
Цивільне працевлаштоване населення становило 13 082 особи. Основні галузі зайнятості: освіта, охорона здоров'я та соціальна допомога — 22,8 %, роздрібна торгівля — 16,8 %, виробництво — 15,9 %.